# یواس‌اس پی‌سی‌اس-۱۳۷۹
یواس‌اس پی‌سی‌اس-۱۳۷۹ (به انگلیسی: USS PCS-1379) یک کشتی بود که طول آن ۱۳۶ فوت (۴۱ متر) بود. این کشتی در سال ۱۹۴۴ ساخته شد.